# Faith Domergue
Pour les articles homonymes, voir Domergue.
Faith Domergue est une actrice américaine, née le 16 juin 1924 à La Nouvelle-Orléans (Louisiane) et morte le 4 avril 1999 à Santa Barbara (Californie). Elle a joué à la fois au cinéma et à la télévision.

## Biographie
Alors mineure, Faith Domergue est la compagne de l'aviateur, cinéaste et homme d'affaires Howard Hughes. Leur relation prend fin en 1950 après l'échec du film Vengeance corse, tiré de la nouvelle de Prosper Mérimée Colomba. En 2004, dans le film qui retrace la vie d'Howard Hughes, Aviator, Faith Domergue est incarnée par Kelli Garner.
Faith Domergue est une actrice populaire du cinéma de science-fiction dans les années 1950-1960, apparaissant notamment dans Les Survivants de l'infini, Le monstre vient de la mer (1955) ou encore Voyage sur la planète préhistorique (1965). Elle joue également dans le film d'horreur Le Culte du cobra (1955). Ces rôles lui valent une réputation de Scream Queen.

## Filmographie

### Cinéma

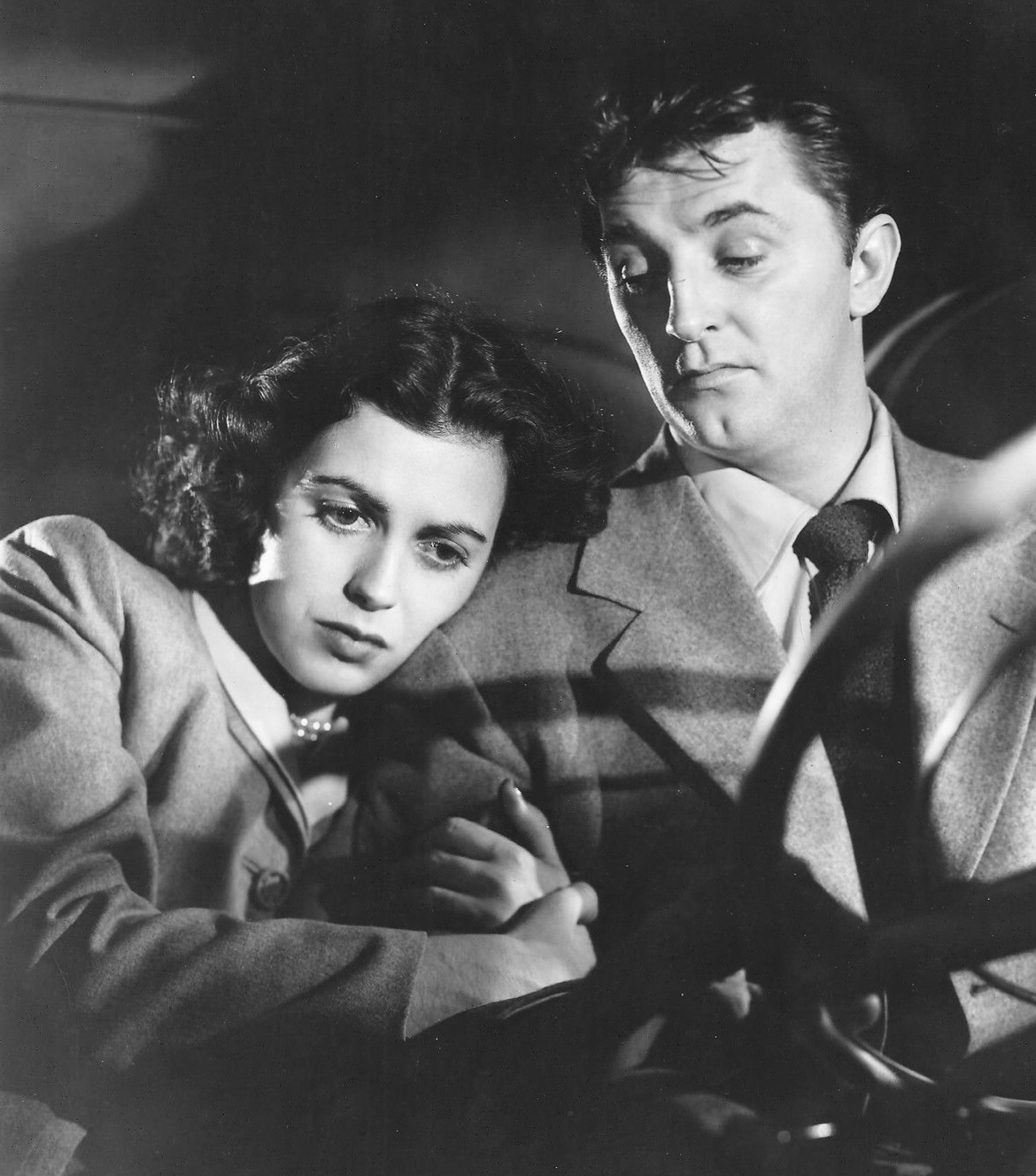
Faith Domergue et Robert Mitchum dans Voyage sans retour (1950).

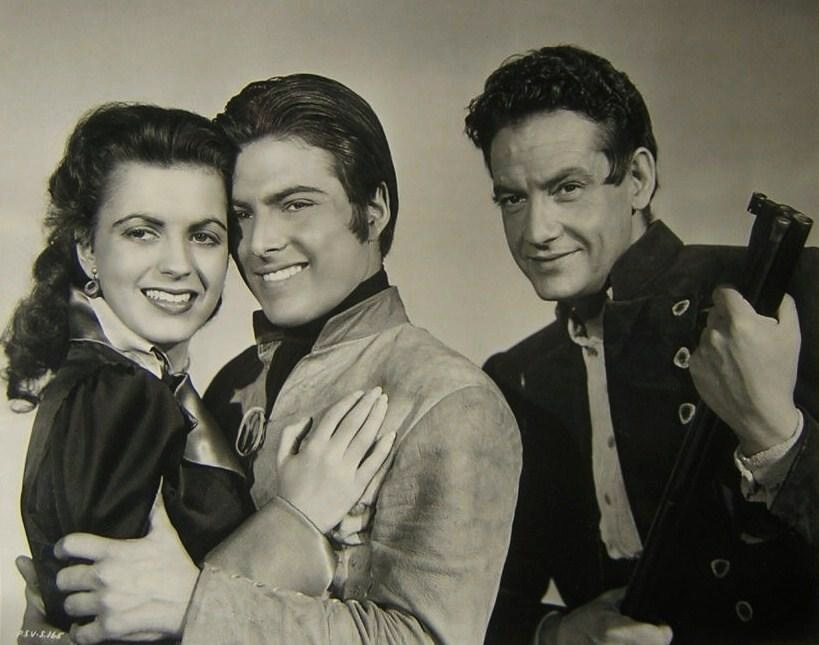
Faith Domergue, Donald Buka, et George Dolenz dans Vengeance corse (1950).

- 1946 : L'Esclave du souvenir (Young Widow) d'Edwin L. Marin : Gerry Taylor
- 1950 : Voyage sans retour (Where Danger Lives) de John Farrow : Margo
- 1950 : Vengeance corse (Vendetta) de Mel Ferrer : Colomba della Rabia
- 1952 : Duel sans merci (The Duel at Silver Creek) de Don Siegel : Opal Lacy
- 1953 : L'aventure est à l'ouest (The Great Sioux Uprising) de Lloyd Bacon : Joan Britton
- 1954 : Toi mon amour (This Is My Love) de Stuart Heisler : Evelyn Myer
- 1955 : Le Passage de Santa Fé (en) (Santa Fe Passage) de William Witney : Aurelie St Clair
- 1955 : Le mort frappe à la porte (Timeslip) de Ken Hughes : Jill Rabowski
- 1955 : Les Survivants de l'infini (This Island Earth) de Joseph M. Newman : Dr Ruth Adams
- 1955 : Le Culte du cobra (Cult of the Cobra) de Francis D. Lyon : Lisa Moya
- 1955 : Le monstre vient de la mer (It Came from Beneath the Sea) de Robert Gordon : Professeur Lesleyl Joyce
- 1956 : Soho quartier dangereux (en) (Soho Incident) de Vernon Sewell : Belle Francesi
- 1958 : Le ciel brûle (Il cielo brucia), de Giuseppe Masini : Anna
- 1958 : Escorte pour l'Oregon (en) (Escort West) de Francis D. Lyon : Martha Drury
- 1965 : Voyage sur la planète préhistorique (Voyage to the Prehistoric Planet) de Curtis Harrington : Dr Marsha Evans Vega
- 1969 : Perversion Story (Una sull'altra) de Lucio Fulci : Martha
- 1969 : L'amore breve de Romano Scavolini : Anita
- 1970 : The Gamblers de Ron Winston : Signora Delle Isola
- 1971 : Blood Legacy (en) de Carl Monson : Veronica Dean
- 1974 : Le Manoir aux sept cadavres (en) (The House of Seven Corpses) de Paul Harrison : Gayle Dorian
- 1974 : So Evil, My Sister (en) de Reginald Le Borg : Millie Hartman

### Télévision
- 1956 : Le Comte de Monte-Cristo (en) (série télévisée) : Renee Morrell
- 1957 : Overseas Press Club - Exclusive! (série télévisée) : Helen Zotos
- 1959 : Sugarfoot (série télévisée) : Isabel Starkey
- 1959 : State Trooper (série télévisée) : Elaine Kendall / Janice Moore
- 1959 : Cheyenne (série télévisée) : Maria Rivera
- 1959 : Bourbon Street Beat (série télévisée) : Susan Wood
- 1959 et 1961 : Intrigues à Hawaï (Hawaiian Eye) (série télévisée)) : Omori / Rosa Martell
- 1960 : Colt. 45 (série télévisée) : Suzanne Tremaine
- 1960 : Bronco (série télévisée) : Catalina
- 1960 : Michael Shayne (série télévisée) : Kara Voltane
- 1960 : Rogue for Hire (série télévisée) : Pilarin
- 1961 : Lock Up (série télévisée) : Marianne Kelly
- 1961 : Tales of Wells Fargo (série télévisée) : Kitty Thorpe
- 1961 : The Tall Man (série télévisée) : Kate Elder
- 1961 : 77 Sunset Trip (série télévisée) : Gretchen Jervis
- 1961 et 1963 : Perry Mason (série télévisée) : Conception O'Higgins / Cleo Grammas
- 1961 et 1964 : Bonanza (série télévisée) : Lee Bolden / Carla Ybarra
- 1962-1963 : Have Gun - Will Travel (série télévisée) : Ria / Elena Ybarra
- 1966 : Combat! (série télévisée) : Madame Fouchet
- 1968 : Commando Garrison (série télévisée) : Carla